# USS Ingraham (DD-444)
USS Ingraham (DD-444), là một tàu khu trục lớp Gleaves được Hải quân Hoa Kỳ chế tạo trong Chiến tranh Thế giới thứ hai. Nó đã tham gia giai đoạn mở màn của Thế Chiến II cho đến khi bị đắm do tai nạn va chạm với tàu chở dầu Chemung tại Bắc Đại Tây Dương năm 1942. Nó là chiếc tàu chiến thứ hai của Hải quân Hoa Kỳ được đặt theo tên Đại tá Hải quân Duncan Ingraham (1802–1891).

## Thiết kế và chế tạo
Ingraham được chế tạo tại Xưởng hải quân Charleston. Nó được đặt lườn vào ngày 15 tháng 11 năm 1939; được hạ thủy vào ngày 15 tháng 2 năm 1941, và được đỡ đầu bởi bà George Ingraham Hutchinson, cháu Đại tá Ingraham. Con tàu được cho nhập biên chế cùng Hải quân Hoa Kỳ vào ngày 19 tháng 7 năm 1941 dưới quyền chỉ huy của Thiếu tá Hải quân William M. Haynsworth, Jr..

## Lịch sử hoạt động
Sau khi hoàn tất việc chạy thử máy, Ingraham hoạt động dọc theo vùng bờ Đông, rồi làm nhiệm vụ hộ tống vận tải vào tháng 12 năm 1941, sau khi Đế quốc Nhật Bản bất ngờ tấn công Trân Châu Cảng vào ngày 7 tháng 12 năm 1941, lôi kéo Hoa Kỳ tham gia chiến tranh. Trong năm 1942, nó hộ tống các đoàn tàu vận tải đi lại giữa Hoa Kỳ, và Anh Quốc, vận chuyển hàng tiếp liệu đang rất cần thiết cho những nỗ lực chiến tranh của khối Đồng Minh. Dưới mối đe dọa thường trực của những tàu ngầm U-boat Đức, nó tiếp tục làm nhiệm vụ hộ tống sang Châu Âu, và về phía Nam đến tận vùng kênh đào Panama.
Trong đêm 22 tháng 8, đang khi khảo sát một vụ tai nạn va chạm giữa tàu khu trục Buck cùng một tàu buôn, Ingraham lại mắc tai nạn va chạm với tàu chở dầu Chemung trong hoàn cảnh sương mù dày đặc ngoài khơi bờ biển Nova Scotia, và nó bị đắm hầu như ngay lập tức. Những quả mìn sâu nó mang theo phía đuôi tàu đã kích nổ dưới nước, gây tổn thất nhân mạng nặng nề, nên chỉ có 11 người sống sót sau vụ va chạm. Tên của Ingraham được cho rút khỏi danh sách Đăng bạ Hải quân vào ngày 11 tháng 9 năm 1942.